# Podlas (województwo łódzkie)
Podlas – wieś w Polsce położona w województwie łódzkim, w powiecie rawskim, w gminie Rawa Mazowiecka.
W latach 1975–1998 miejscowość administracyjnie należała do województwa skierniewickiego.

## Zabytki
Według rejestru zabytków Narodowego Instytutu Dziedzictwa na listę zabytków wpisany jest obiekt:
- kapliczka, drewniana, 1934, nr rej.: 554 z 21.03.1981.

## Przyroda
Na południe od miejscowości, w lesie, znajduje się wyjątkowe drzewo – to dąb bezszypułkowy Cztery Dęby. Pień pomnikowego dębu rozdziela się na wysokości około 1–1,5 m na cztery odnogi,  to drzewo wielopniowe. Obwód dębu wynosił 637 cm, natomiast wysokość – 33 m (w 2013 roku).